# Pepim
Pepim es una freguesia portuguesa del concelho de Castro Daire, con 12,68 km² de superficie y 436 habitantes (2001). Su densidad de población es de 34,4 hab/km².